# 河野百錬
河野 百錬（こうの ひゃくれん、1898年〈明治31年〉2月19日 - 1974年〈昭和49年〉5月20日）は、日本の居合道家、剣道家、武道家。無双直伝英信流第20代宗家。段位称号は全日本居合道連盟範士、名人位。旧大日本武徳会剣道錬士。現大日本武徳会剣道九段。百錬は号で、本名は稔。

## 概要
無双直伝英信流第18代宗家、穂岐山波雄ならびに第19代宗家、福井春政に師事し、その後第20代宗家を継いだ。居合に関する書籍を多数出版しており、中でも『大日本居合道図譜（1943年）』、『無雙直傳英信流居合兵法叢書（1955年）』、『居合道真諦（1962年）』などは名著であり、半世紀以上経った現在でもこれをバイブルとする居合道家は少なくない。昭和29年に全日本居合道連盟を結成しその人望の厚さもあって初代理事長を務めた。

## 生涯

### 生い立ち
大分県日田郡天瀬町の林業者の長男として生まれる。玖珠郡森高等小学校卒業後、大分県立農林学校に入学し剣道を習い始め、2年生になると初段を取得した。
農林学校を首席で卒業後、広島県の営林局に就職したが、営林署は転勤が多く剣道の修行に集中できなかったため、1923年（大正12年）に営林署を辞め、大阪府の秋田木材株式会社大阪支店事務員に転じた。

### 無双直伝英信流修行
1927年（昭和2年）8月、無双直伝英信流居合術第18代宗家穂岐山波雄に入門。修行時代は一日少なくとも5時間とも6時間ともいえる稽古を一日も欠かすことなく行っていたという。
当時、武術の業は部外者に見せてはならず、口伝にて師の持つ業全てを弟子が受け継いで次代に継承させていくため、無闇に書物などで書き記すことはまだあまり許されることではなかった。しかし河野は筆まめで、穂岐山波雄、福井春政両師から学んだ教えをメモし纏め、英信流に入門してからわずか6年余りで同流派の人間のみに限って極小数ながら出版するほどの腕前であった。これにより河野は穂岐山より「百錬」の号を貰い、これを名乗るようになった。かつて自著に「千錬万鍛の暁には抜刀、打下し、納刀ともに瞬速、神速に至る」と記したほどだったが、戦後、特に宗家継承後は弟子の要望もあって速すぎず遅くない程度に抜くことを心がけるようになり、これが現在の流れとなっている。
また谷村派（直伝英信流）に師事しながらも、下村派（無双神伝英信流）や他流派の師範とも積極的に交流しており、当時英信流ではほとんど教伝されていなかった奥伝の業である詰合、大小（立）詰、大剣などの研究も行ったといわれる。
その後、第19代宗家福井春政から宗家継承を要請され、1950年（昭和25年）4月14日、第20代宗家継承式典を住吉大社で挙行した。宗家継承について河野は「私は柄にもなく恩師の仰せの侭に、当流の第二十代宗家をお預かりいたす事となり…」と書き記している。

### 全日本居合道連盟結成
こうした学者気質ともいっていい性格と活動が背景となって、太平洋戦争後、GHQの政策による武道離れを食い止め、流派と業の継承のため自ら中心となって居合道の全国組織の結成を同時代の居合道家、剣道家たちに呼びかけた。1954年（昭和29年）5月、全日本居合道連盟を結成し、会長に後の内閣総理大臣池田勇人を迎え、自身は理事長に就任した。翌1955年（昭和30年）5月2日には第1回居合道大会を開催し、顧問に中山博道、笹森順造、福井春政、大長九郎、柳生厳長、委員長に徳富蘇峰を迎えた。
1956年（昭和31年）、全日本剣道連盟が居合道部を創設し、全日本居合道連盟との間で合併が議論されたが、意見がまとまらず、河野は交渉を打ち切った。

### 死去と宗家継承問題
1974年（昭和49年）3月4日、吐血して倒れ、同年5月20日、大阪赤十字病院で死去した。吐血の3日前には喜寿祝いの小宴の案内状を書いており、死は予感していなかった。
河野の死後、無双直伝英信流第21代宗家の継承争いが起こり、全日本居合道連盟は分裂した。河野は同連盟で数多くの門下を育てているが、結成前より内弟子として河野に師事していた弟子に平井阿字斎、清水俊光、谷島錬正がいる。この高弟らは河野の死後に起こった宗家継承問題で福井聖山が第21代を継ぐことになったことを受け連盟を脱退し、平井は大日本居合道連盟、清水は日本居合道連盟をそれぞれ設立し、またそれぞれが第21代を名乗っている。谷島のみ先師の遺した全日本居合道連盟に籍を残し、自ら21代を名乗ることはなかったものの、弟子たちによっては21代であるとされる場合もある。谷島はこうした混乱に嫌気が差し、1980年代後半以降、公の場にほとんど姿を見せていない。こうした混乱は数多くの自称宗家を生み出す大きな要因になったとされ、中には伝系を捏造し宗家を名乗る輩すら現れる始末で、混迷を極めている。

## 段位称号

### 居合
- 1938年（昭和13年）、大日本武徳会居合術錬士
- 1940年（昭和15年）、大日本武徳会居合術教士
- 1946年（昭和21年）、大日本武徳会居合術範士
- 1950年（昭和25年）、無双直伝英信流第20代宗家継承
- 1960年（昭和35年）、全日本居合道連盟十段位
- 1963年（昭和38年）、全日本居合道連盟名人位

### 剣道
- 1934年（昭和9年）、大日本武徳会剣道錬士
- 1943年（昭和18年）、大日本武徳会剣道達士
- 1959年（昭和34年）、大日本武徳会剣道八段範士
- 1960年（昭和35年）、全日本剣道連盟七段教士
- 1965年（昭和40年）、大日本武徳会剣道九段位

## 著書
技の文書化に注力した武術家として有名。奥義や真髄を（敵に知られぬよう）秘して口伝とする古来からの武術の枠にとらわれず、メモ魔ですらあったという。口伝では成し得ない業績を残す。
- 『無雙直傳英信流居合術　全』、1933年
- 『無雙直傳英信流居合道』、1939年
- 『無雙直傳英信流居合道指導要綱』、1940年
- 『大日本居合道圖譜』、1943年
- 『無雙直傳英信流居合兵法叢書』、1955年
- 『無雙直傳英信流歎異録』、1958年
- 『居合道真諦』、1962年
- 『増補再版　大日本居合道図譜』、1967年